# Гайоле-ин-Кьянти
Гайоле-ин-Кьянти (итал. Gaiole in Chianti) — коммуна в Италии, располагается в регионе Тоскана, в провинции Сиена.
Население составляет 2333 человека (2008 г.), плотность населения составляет 18 чел./км². Занимает площадь 128 км². Почтовый индекс — 53013. Телефонный код — 0577.
Покровителем коммуны почитается святой Сигизмунд, празднование 17 июля.

## Демография
Динамика населения:

## Администрация коммуны
- Официальный сайт: https://web.archive.org/web/20190801081956/http://www.comune.gaiole.si.it/